# Бендзин (Пйотрковський повіт)
Бендзин (пол. Będzyn) — село в Польщі, у гміні Ренчно Пйотрковського повіту Лодзинського воєводства.
Населення — 139 осіб (2011).
У 1975-1998 роках село належало до Пйотрковського воєводства.

## Демографія
Демографічна структура станом на 31 березня 2011 року:
|          | Загалом | Допрацездатний вік | Працездатний вік | Постпрацездатний вік |
| -------- | ------- | ------------------ | ---------------- | -------------------- |
| Чоловіки | 69      | 4                  | 53               | 12                   |
| Жінки    | 70      | 14                 | 41               | 15                   |
| Разом    | 139     | 18                 | 94               | 27                   |